# Sparisoma viride
Sparisoma viride es una especie de peces de la familia Scaridae en el orden de los Perciformes.

## Morfología
Los machos pueden llegar alcanzar los 64 cm de longitud total.

## Distribución geográfica
Se encuentra desde el sur de Florida, Bermuda y Bahamas hasta el Brasil, incluyendo el Caribe.